# الدوري الأمريكي لكرة السلة للمحترفين 2016–17
الدوري الأمريكي لكرة السلة للمحترفين 2016–17 (بالإنجليزية: 2016–17 NBA season)‏ هو الموسم 71 من  الرابطة الوطنية لكرة السلة. أقيم خلال الفترة 25 أكتوبر 2016 وحتى 12 يونيو 2017، وأشرف على تنظيمه الرابطة الوطنية لكرة السلة، وكان عدد الأندية المشاركة فيه  30.